# Blažena Zderadičková
Blažena Zderadičková (24. července 1924 - ???) byla česká a československá politička Komunistické strany Československa a poslankyně Sněmovny lidu Federálního shromáždění za normalizace.

## Biografie
K roku 1971 se profesně uvádí jako dělnice. Bytem v obci Kostelec u Křížků.
Ve volbách roku 1971 zasedla do Sněmovny lidu (volební obvod č. 28 - Říčany, Středočeský kraj). Ve FS setrvala do konce funkčního období, tedy do voleb roku 1976.